# Нефф, Тимофей Андреевич

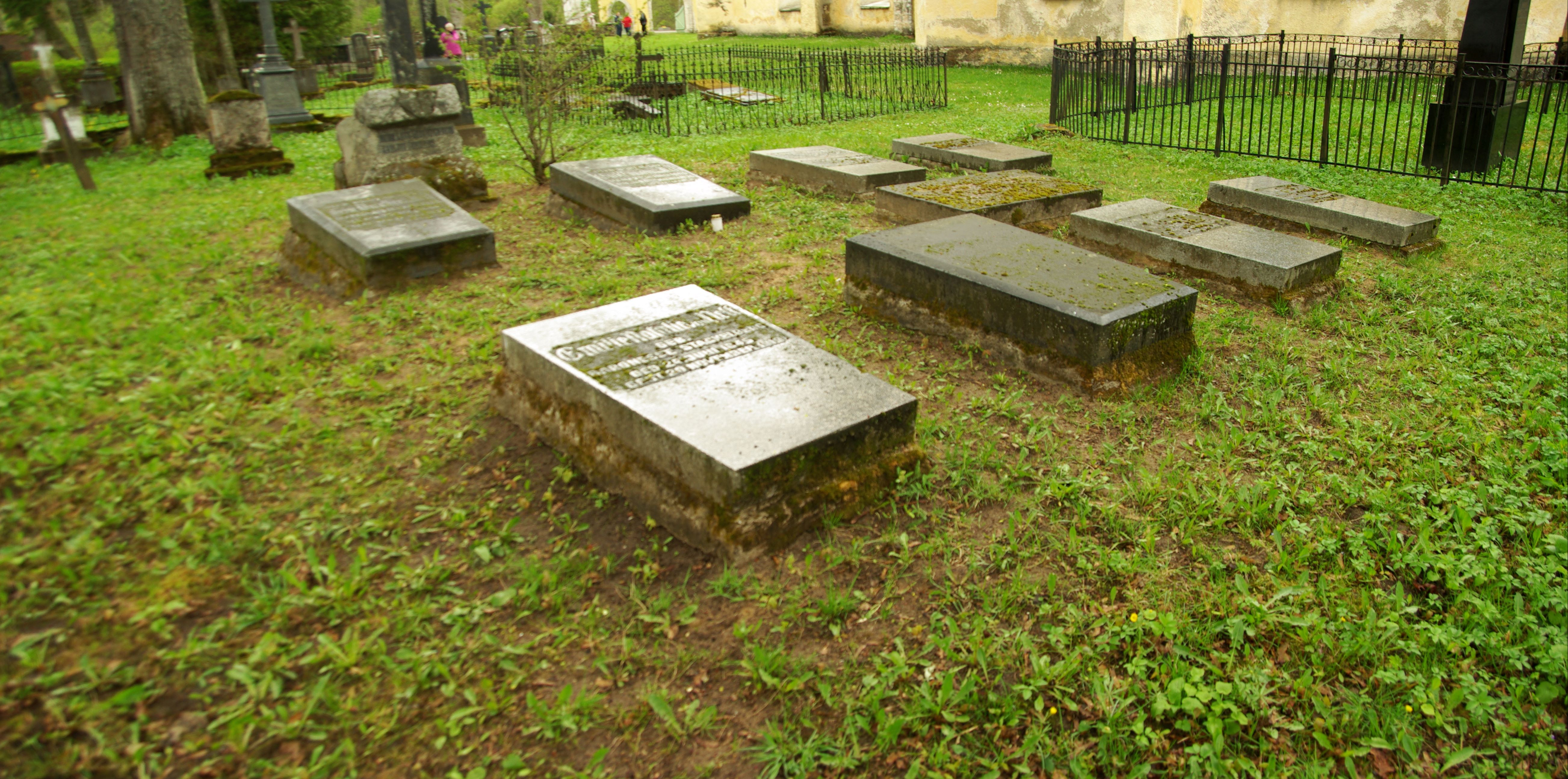
Захоронения семьи Нефф на кладбище кирхи Святых Симона и Иуды в Симуне

Тимофе́й Андре́евич Нефф (Карл Тимолео́н фон Нефф, Неф, Неффе, нем. Carl Timoleon von Neff, Nehf; 2 [14] октября 1804, мыза Изенгоф, Эстляндская губерния — 24 декабря 1876 [5 января 1877]), Санкт-Петербург) — остзейский и русский живописец, последователь «романтического академизма», заметная фигура среди петербургских художников николаевской эпохи, музейный работник и коллекционер; мастер исторической картины и церковный декоратор, также работал как портретист и жанрист, писал аллегорические картины с обнаженной натурой. Академик (с 1839) и профессор (с 1849) Императорской Академии художеств, тайный советник (1870), доверенное лицо великой княгини Марии Николаевны.

## Биография
«Добрее всех был немец Нефф. Как взлелеянный талант, он был обольщен уверенностью, что все его боготворят. В вечернем классе он появлялся особо торжественно и очень редко. Высоко неся голову, со звездой на груди, выхоленный, он величественно проходил по верхней площадке над амфитеатром рисующих. Розовые щеки старичка горели от восхищения собою, опущенные глаза ничего не видели. Он кивал по-царски направо и налево, воображая, что по сторонам шпалерами стоят ученики в немом удивлении от знаменитого Неффа. А те в это время, грязные, потные, смахивали уголь с рисунков шейными шарфами, увлекаясь работой, и совсем его не замечали».
Тимофей Андреевич Нефф — незаконнорождённый сын французской гувернантки Фелисити Нефф. В его судьбе принял большое участие эстляндский барон Генрих фон Мантейффейль (Heinrich Otto Zöege von Manteuffel; 1779—1833). По другим версиям, Генрих фон Мантейффейль был отцом Неффа. Первым его учителем был Карл фон Кюгельген, приехавший в имение летом 1816 года. В 1824 году юноша поступил в Дрезденскую академию художеств, где учился под руководством Х. Гартмана. Менее чем за год он прошел трехлетний курс обучения. По окончании обучения в Германии Нефф совершил поездку в Италию (Рим), где изучал произведения Рафаэля, Тициана, Микеланджело и других великих мастеров. Прибыв в 1826 году в Петербург, вскоре приобрел известность своими портретами и другими работами.
В 1832 году получил звание придворного живописца и звание «назначенного в академики».
В 1837 году путешествовал по Российской империи для ознакомления с народными типами и бытом.
С 1855 года преподавал в Академии художеств. В 1839 году получил звание академика за живописные работы для малой церкви Зимнего дворца, в том числе образ «Тайной вечери».
Был возведён во дворянство (1844, диплом 1860), пожалован рядом орденов и подарков. Имя «Тимофей Андреевич» художник получил в 1844 году, когда Неффу было пожаловано дворянство.
Почётный член Флорентийской Академии художеств (1846). Звание профессора Академии художеств (1849) за исполнение образов для Исаакиевского собора. Профессор 2-й степени при Академии художеств по живописи исторической и портретной, член Совета Академии художеств (1855). С 1864 года состоял хранителем картинной галереи Эрмитажа, сменив в этой должности Ф. А. Бруни. Звание профессора 1-й степени (1865).
В 1860-х годах по заказу министра народного просвещения А. В. Головнина им был выполнен запрестольный образ Воскресения Христова для церкви в селе Гулынки, копия с которого, написанная маслом, находилась в Сергиевом монастыре. За свой академический стиль сравнивался с Антоном Рафаэлем Менгсом.
Умер в Санкт-Петербурге; похоронен в Симуне (ныне в волости Вяяйке-Маарья уезда Ляэне-Вирумаа) на кладбище кирхи Святых Симона и Иуды.

##### Семья
Доротея Луиза Августа, урожд. фон Каульбарс (Dorothea Louise Auguste von Kaulbars; 1804—1882), сестра К.Р. фон Каульбарса.
Дети:
- Луиза Мария, в замужестве Грюневальдт (Mary von Grünewaldt) (1839—1919, Эстония). Ее муж — Мориц Оттович Грюнвальд.
- Генрих Рейнгольд Гастон (Heinrich Reinhold Gaston) (1841—1906, Германия). Жена — баронесса Эмилия Карловна Штакельберг (Emilie Natalie Alexandrine Johanna von Stackelberg; 1845—1916), сестра Константина Карловича Штакельберга. У них было 10 детей[14].

Внук — Генрих Генрихович Неф. Его жена — Ирина Александровна Гольфштрем (1898—1936), была сестрой милосердия в Северо-Западной армии.

## Галерея

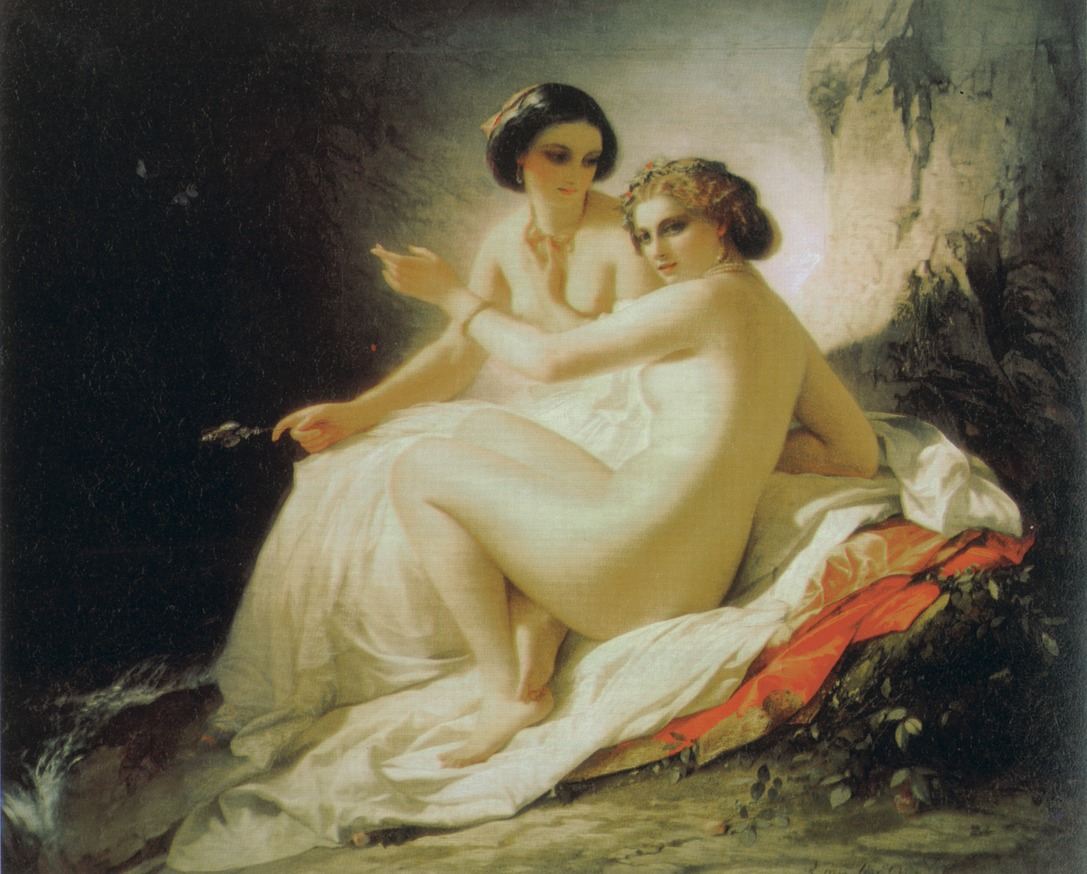
Две девушки в гроте
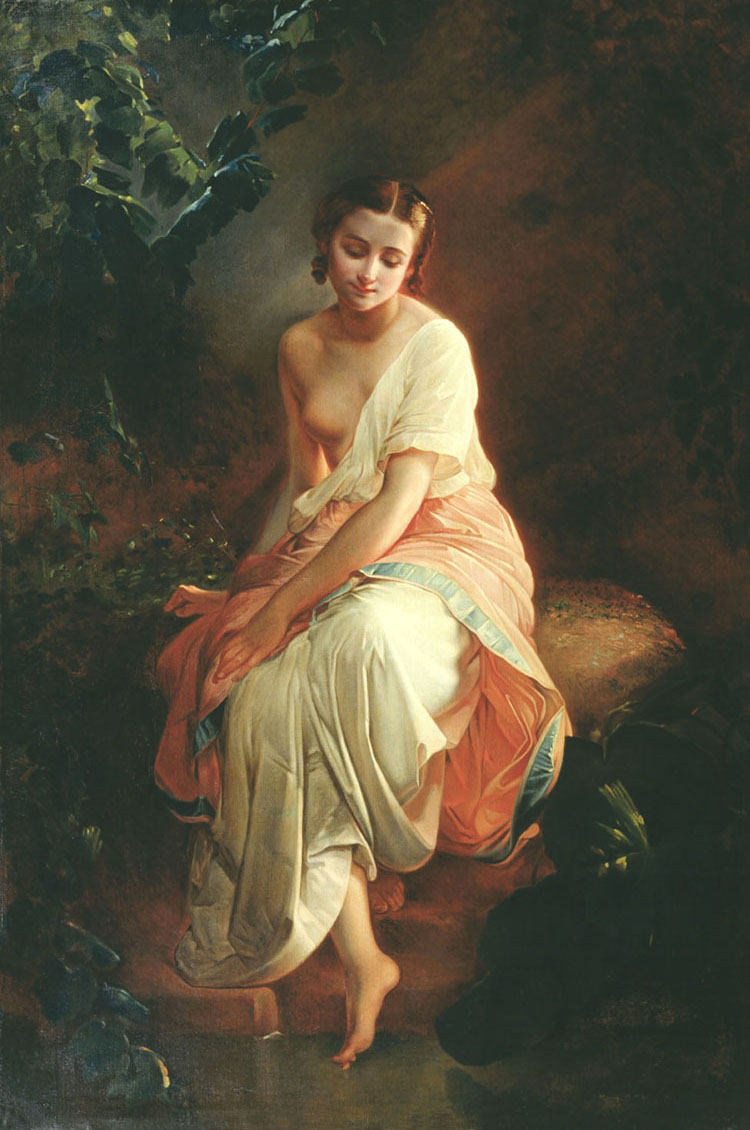
Купальщица
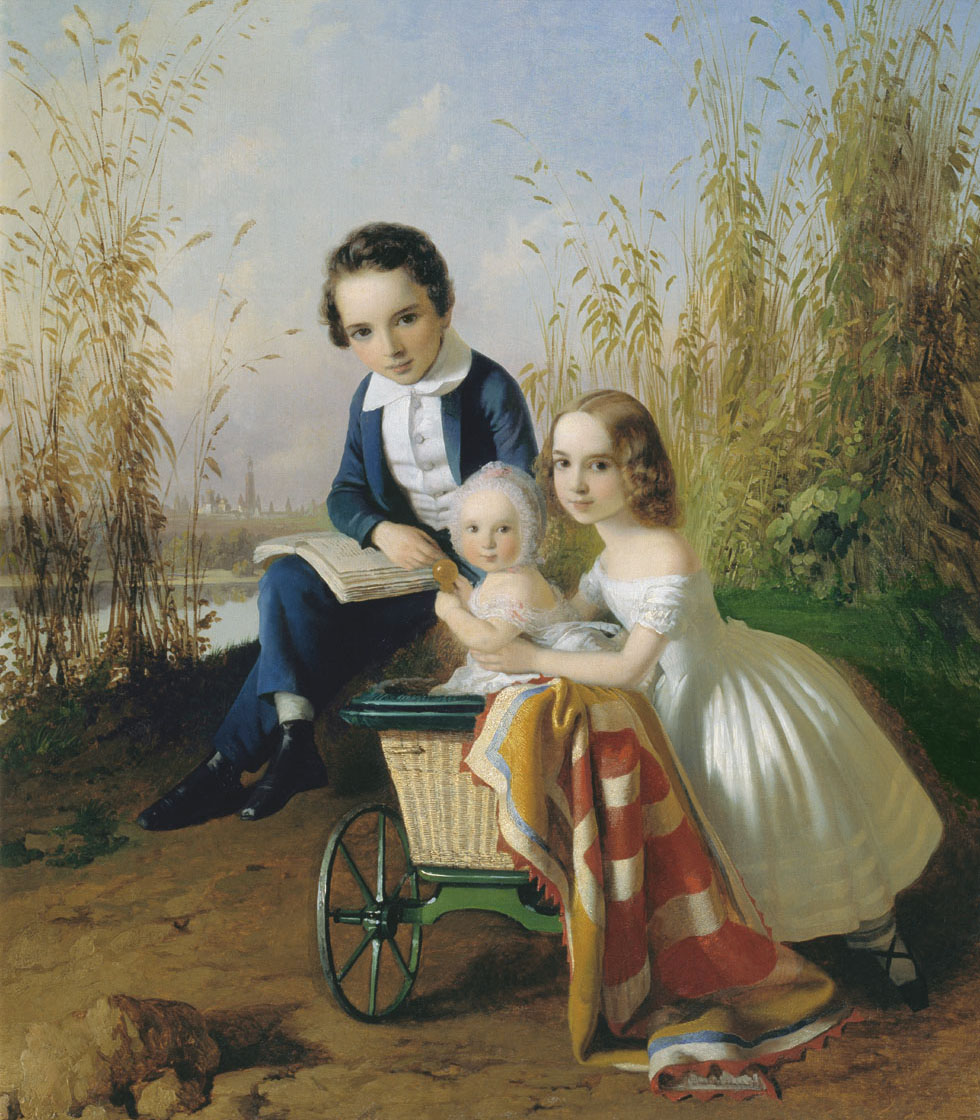
Портрет детей Олсуфьевых
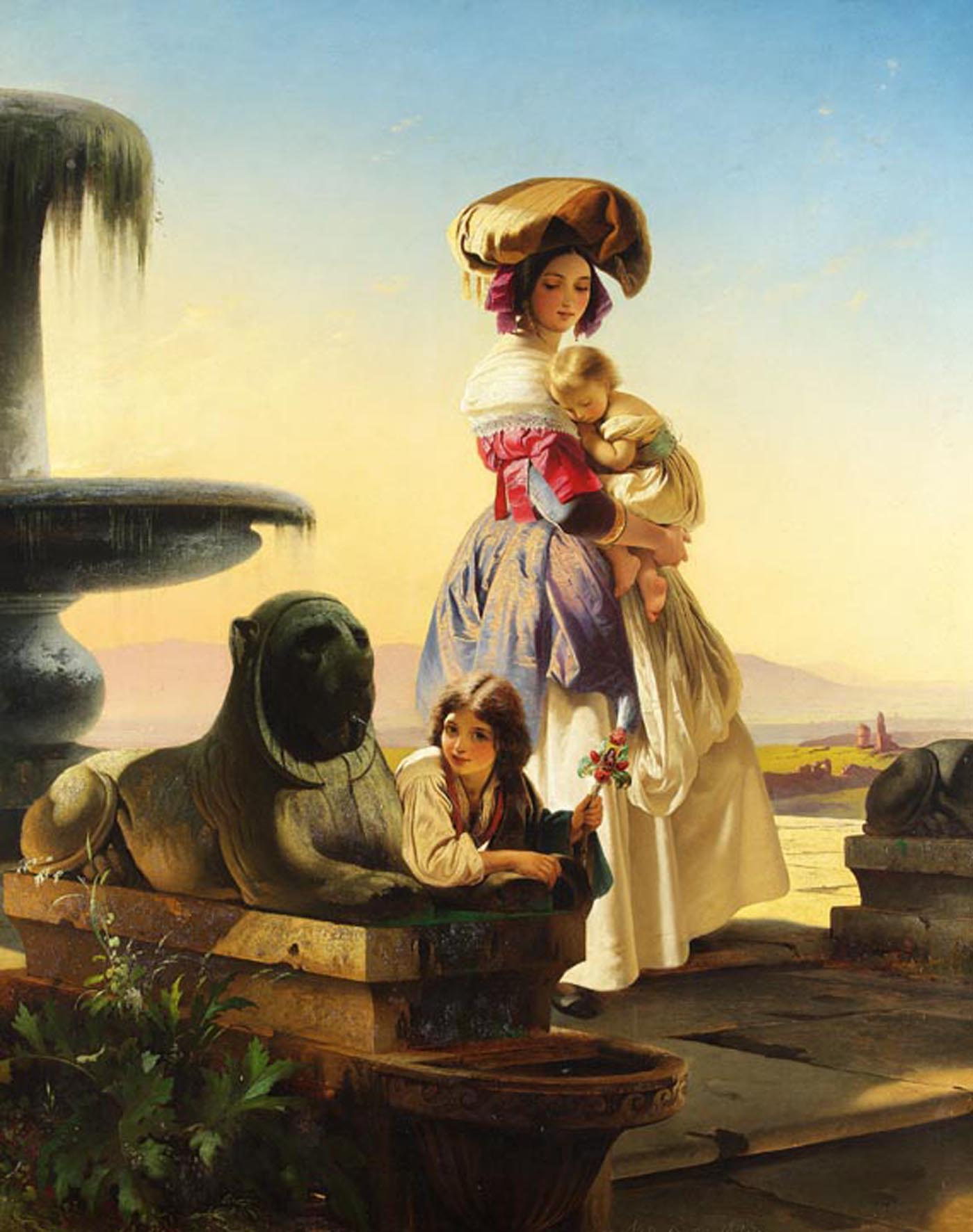
Итальянка с детьми
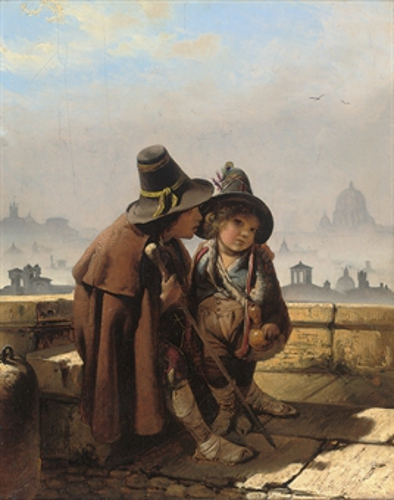
Итальянские беспризорные